# Gyllene cirkeln (bokserie)
Gyllene cirkeln är en bokserie utgiven av B. Wahlströms förlag. Böckerna är inbundna med blå sidor och beige ryggar med guldfärgat tryck, inklusive en gyllene cirkel.

## Böcker
| Volym | Titel                                             | Författare               | Utgivningsår |
| ----- | ------------------------------------------------- | ------------------------ | ------------ |
| 1     | Blod och guld: Historisk äventyrsroman            | John Steinbeck           | 1951         |
| 2     | I nöd och lust: roman                             | Peter B. Kyne            | 1951         |
| 3     | Generalen dog i gryningen: roman från Orienten    | Charles G. Booth         | 1951         |
| 4     | Min brud i stormen: Kärlek och äventyr            | Theodore Pratt           | 1951         |
| 5     | Svart hamn: roman från tropikerna                 | Bernard Victor Dryer     | 1951         |
| 6     | Första männen på månen: äventyrsroman             | H.G. Wells               | 1952         |
| 7     | Intermezzo vid gränsen: roman från New Mexico     | Tom Gill                 | 1951         |
| 8     | Skogen har tusen ögon: spionageroman              | Victor Canning           | 1952         |
| 9     | Död mans grepp: roman                             | Elizabeth Sanxay Holding | 1952         |
| 10    | Junker Sten och kärleken: historisk äventyrsroman | K.G. Ossiannilsson       | 1952         |
| 11    | Farlig kust: roman                                | Arthur Mayse             | 1952         |
| 12    | Fri kvinna: roman                                 | Angela du Maurier        | 1952         |
| 13    | Den sista striden: Nybyggarroman                  | Zane Grey                | 1952         |
| 14    | Papperslyktan: Detektivroman                      | Jonathan Stagge          | 1952         |
| 15    | Affären Esmeralda: spionageroman                  | Manning Coles            | 1952         |